# Młynarki

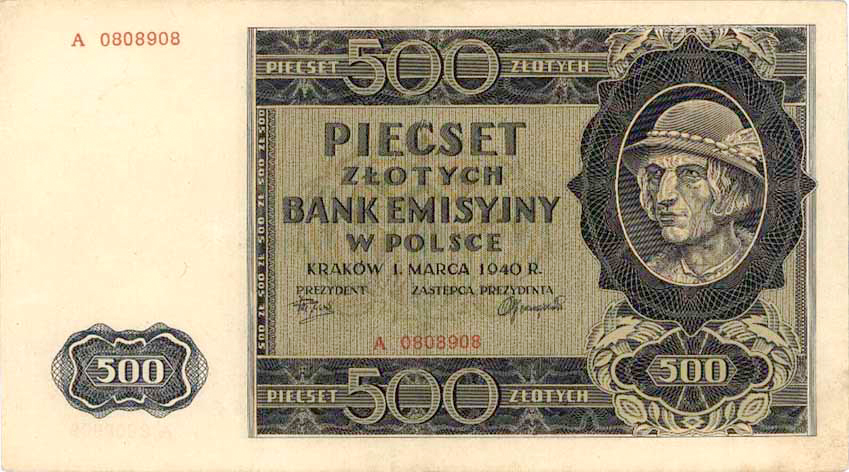
El billete de 500 złotys, también denominado como «Góral»

Młynarki (AFI: [mwɨnarkʲi]) era el nombre popular para los billetes del Gobierno General (la parte de Polonia ocupada por Alemania) emitidos por el Banco de Emisión en Polonia controlado por Alemania durante la Segunda Guerra Mundial. Fueron nombrados por el presidente del banco, Feliks Młynarski.

## Historia
Después de la invasión alemana de Polonia y la consiguiente ocupación, el Reichsbank decidió no introducir moneda alemana allí, ya que no quería aumentar la oferta monetaria. Varios bancos e instituciones de crédito polacos fueron cerrados temporalmente, mientras que algunos de sus activos fueron nacionalizados por el gobierno alemán. Mucha gente perdió sus ahorros. El 15 de diciembre de 1939, Hans Frank, el gobernador del Gobierno General, una unidad administrativa de la mayor parte de la Polonia ocupada, aprobó un decreto por el que se creaba un nuevo banco, el Banco de Emisión en Polonia (Bank Emisyjny), que comenzó a funcionar en abril de 1940. El banco estaba dirigido por Feliks Młynarski con la aprobación del gobierno polaco en el exilio.
El tipo de cambio oficial se fijó en 2 złoty por 1 reichsmark. El sistema de cambio estaba destinado a impulsar la economía alemana a expensas de la economía polaca. El tipo de cambio del mercado negro variaba entre tres y cuatro złotys por reichsmark.
El más famoso de los billetes era el billete de 500 złotys, el góral («montañés») llamado así por la imagen de un góral en su anverso. El billete sigue siendo popular entre los coleccionistas de divisas. La falsificación de la moneda era desenfrenada. El nombre también se reflejó en una de las acciones de la resistencia polaca, la Operación Góral, un atraco de 1943 en el que los insurgentes se apoderaron de un envío de divisas por valor de más de 1 millón de dólares estadounidenses. El billete de 500 también era la «unidad de corrupción» estándar; el soborno mínimo que exigían los representantes de las autoridades de ocupación para facilitar la realización de actividades ilícitas. En ese papel, fue inmortalizado en una popular canción callejera clandestina en Varsovia; Siekiera, motyka.
Los billetes se utilizaron exclusivamente dentro del Gobierno General, pero no en las zonas polacas anexadas por Alemania nazi. Fueron retirados de circulación entre 1944 y 1945.